# Obština Cenovo
Obština Cenovo (bulharsky Община Ценово) je bulharská jednotka územní samosprávy v Rusenské oblasti. Leží ve středním Bulharsku v Dolnodunajské nížině, podél Dunaje u hranic s Rumunskem. Sídlem obštiny je ves Cenovo, kromě ní zahrnuje obština 8 vesnic. Žije zde téměř 5 tisíc obyvatel.

## Sídla
| - Belcov - Beljanovo - Cenovo (sídlo správy) | - Dolna Studena - Džuljunica - Karamanovo | - Krivina - Novgrad - Piperkovo |

## Sousední obštiny
| Růžice kompasu |                |                | Borovo | Růžice kompasu |
| Růžice kompasu | Svištov        | Sever          |        | Růžice kompasu |
| Růžice kompasu | Svištov        | Obština Cenovo |        | Růžice kompasu |
| Růžice kompasu | Svištov        | Jih            |        | Růžice kompasu |
| Růžice kompasu | Polski Trămbeš | Bjala          |        | Růžice kompasu |

## Obyvatelstvo
K 15. září 2024 v obštině žilo 4 737 obyvatel a bylo zde trvale hlášeno 4 845 obyvatel. Podle sčítání 7. září 2021 bylo národnostní složení následující:
- Bulhaři: 3 550 (84.1 %)
- Romové: 346 (8.2 %)
- Turci: 291 (6.9 %)
- ostatní[p 2]: 35 (0.8 %)

V období 2011 až 2021 v obštině ubylo 1 179 obyvatel.